# Marlon Redmond
Marlon Bernard Redmond (San Francisco, 15 aprile 1955) è un ex cestista statunitense, professionista nella NBA e in Australia.

## Carriera
Venne selezionato dai Golden State Warriors al terzo giro del Draft NBA 1977 (60ª scelta assoluta).

## Palmarès
- All-CBA Second Team (1982)